# Maarssen
Maarssen (uitspraakⓘ) is een plaats in de Nederlandse gemeente Stichtse Vecht, in de provincie Utrecht. De locatie is ten noorden van de stad Utrecht. Maarssen ligt behalve aan de rivier de Vecht ook aan het Amsterdam-Rijnkanaal. Maarssen bestaat uit twee delen, het oude gedeelte ten noorden van het kanaal, in de volksmond vaak Maarssen-dorp genoemd en direct ten westen hiervan, aan de andere zijde van het kanaal, een relatief nieuw gedeelte aangeduid als Maarssenbroek, waar zich ook het station bevindt. Maarssen telde op 1 januari 2023 circa 40.000 inwoners.
Een inwoner van Maarssen wordt een Maarssenaar genoemd. Maarssen behoorde tot 1 januari 2011 tot een gelijknamige gemeente waaronder ook Maarsseveen, Oud-Maarsseveen, Molenpolder, Oud-Zuilen en Tienhoven vielen. De fusie in 2011 met de gemeenten Breukelen en Loenen leidde tot de nieuwe gemeente Stichtse Vecht.

## Geschiedenis

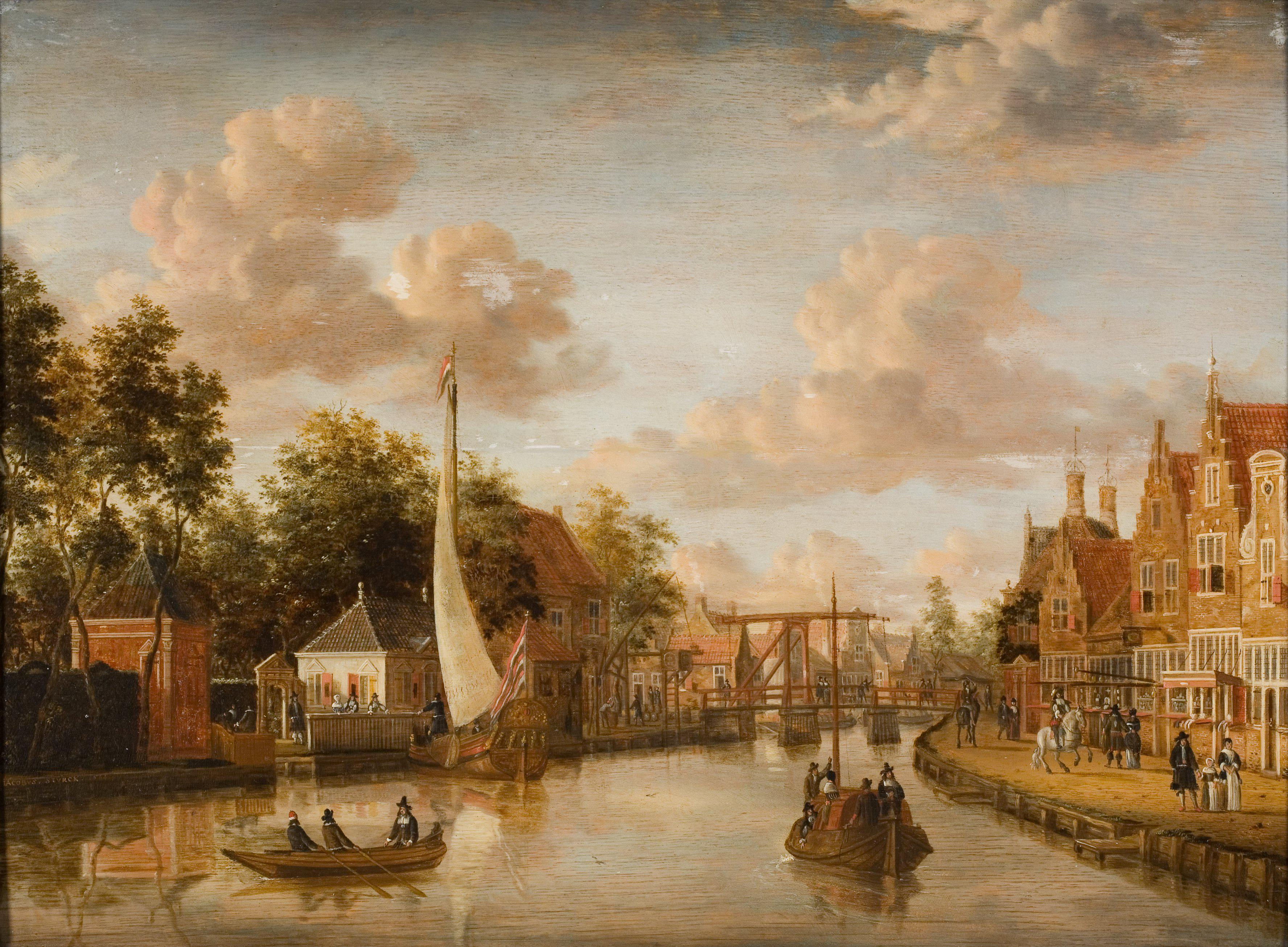
Gezicht op Maarsen uit 1664 door Jacobus Storck

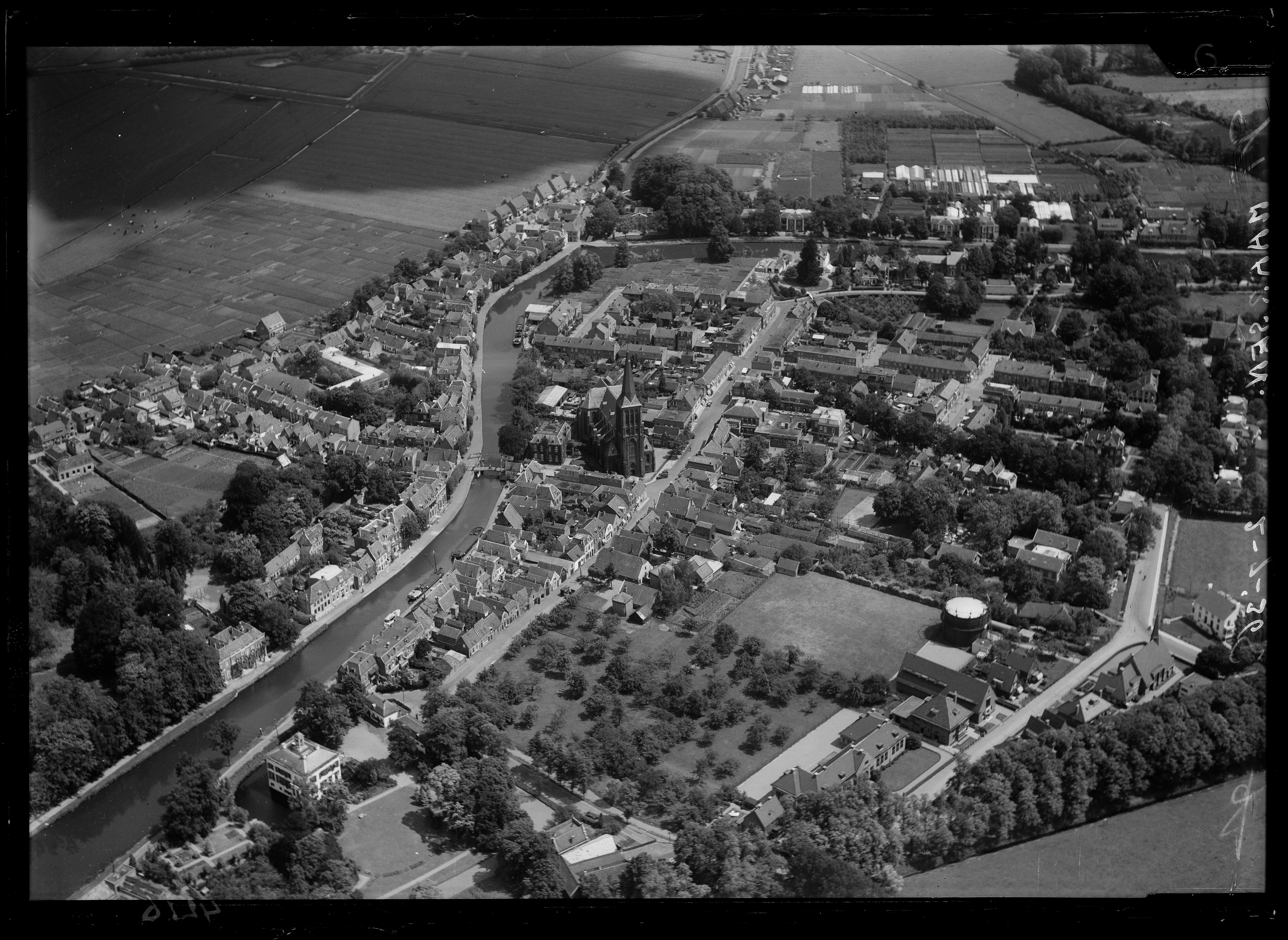
Luchtfoto uit de periode 1920-1940

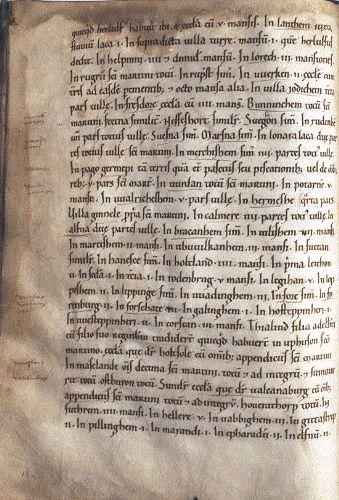
Maarssen vermeld als Marsna

Archeologische vondsten uit de prehistorie zijn er nauwelijks gedaan in Maarssen. Hoewel in de Romeinse tijd de Romeinen op enkele kilometers afstand een fort hadden in het versterkte grensgebied te Utrecht en tevens de rivier de Vecht daarvandaan door het huidige Maarssen liep, zijn er ook uit deze periode niet tot nauwelijks vondsten.
De eerste vermelding van Maarssen dateert uit de 9e eeuw als in een bezittingenlijst van de Utrechtse kerk de naam Marsna genoemd wordt. Vermoed wordt dat de plaatsnaam uit de Romeinse tijd stamt. De plaatsnaam houdt verband met natuurlijke elementen in dit gebied dat in hoge mate wateren, moerassige gronden en venen kent. Bewoning vond in de vroege middeleeuwen waarschijnlijk plaats langs de rivier op hoger gelegen oeverwallen en stroomruggen. De aanleg van het versterkte huis Ter Meer in het huidige Maarssen dateert uit de hoge middeleeuwen. Nadat Ter Meer werd verwoest in 1672, kwam er een aanzienlijke buitenplaats onder dezelfde noemer voor terug, die tot 1903 bestond. Een nog uit de hoge middeleeuwen daterend bouwwerk is de 12e-eeuwse tufstenen toren van de Nederlands Hervormde kerk. In de middeleeuwen startte tevens in het grondgebied van het huidige Maarssen het ontginningswerk van de veengronden, dat daarna nog op grote schaal langdurig plaatsvond. Akkerbouw, wat later veeteelt op weidegronden, en huizenbouw kwamen daarvoor in de plaats.
Vooral rijke Amsterdamse stadslui zoals de Huydecopers bouwden na de middeleeuwen buitenplaatsen langs de Vecht, onder meer Goudestein en Doornburgh zijn daar in Maarssen voorbeelden van. Tot 1789 mochten Joden niet in de naastgelegen stad Utrecht wonen, vele kwamen daarom tot die tijd in Maarssen wonen. Industrie die zich vroeg bij het dorp vestigde waren steenfabrieken zoals De IJsvogel.
Gelegen aan de Vecht tussen Utrecht en Amsterdam was Maarssen in zekere mate ook een plaats met voorzieningen voor de scheepvaart. Vanaf de 19e eeuw werden grootschalige nieuwe verbindingen over land en water tussen die drie plaatsen aangelegd waaronder de Straatweg omstreeks 1812. Rond 1843 volgde een spoorlijn en omstreeks 1892 kwam daarlangs nog (de voorloper van) het Amsterdam-Rijnkanaal bij. In 1866 verrees in Maarssen een gasfabriek, in 1898 een elektriciteitscentrale en in 1910 werd een waterleidingnet met watertoren aangelegd. Vanaf circa 1900 volgde nieuwe industrie zoals een kininefabriek, het metaalbedrijf Bammens en Twijnstra's Oliefabriek (UTD). Vanuit laatstgenoemde fabriek werd een woonwijk gesticht voor de meeverhuisde arbeiders, de Friezenbuurt. De industrie zou in de 20e eeuw een voorname, zo niet de voornaamste, bron van werkgelegenheid gaan vormen voor Maarssen. Na de Tweede Wereldoorlog vonden er grootschalige uitbreidingen met huizenbouw op wijkniveau plaats in onder meer het Zeeheldenkwartier, Staatsliedenkwartier, Zandweg-Oostwaard en Maarssenbroek. Op Buuren verrees begin 21e eeuw als nieuwste woonwijk in het zuidwesten van Maarssen.

## Foto's

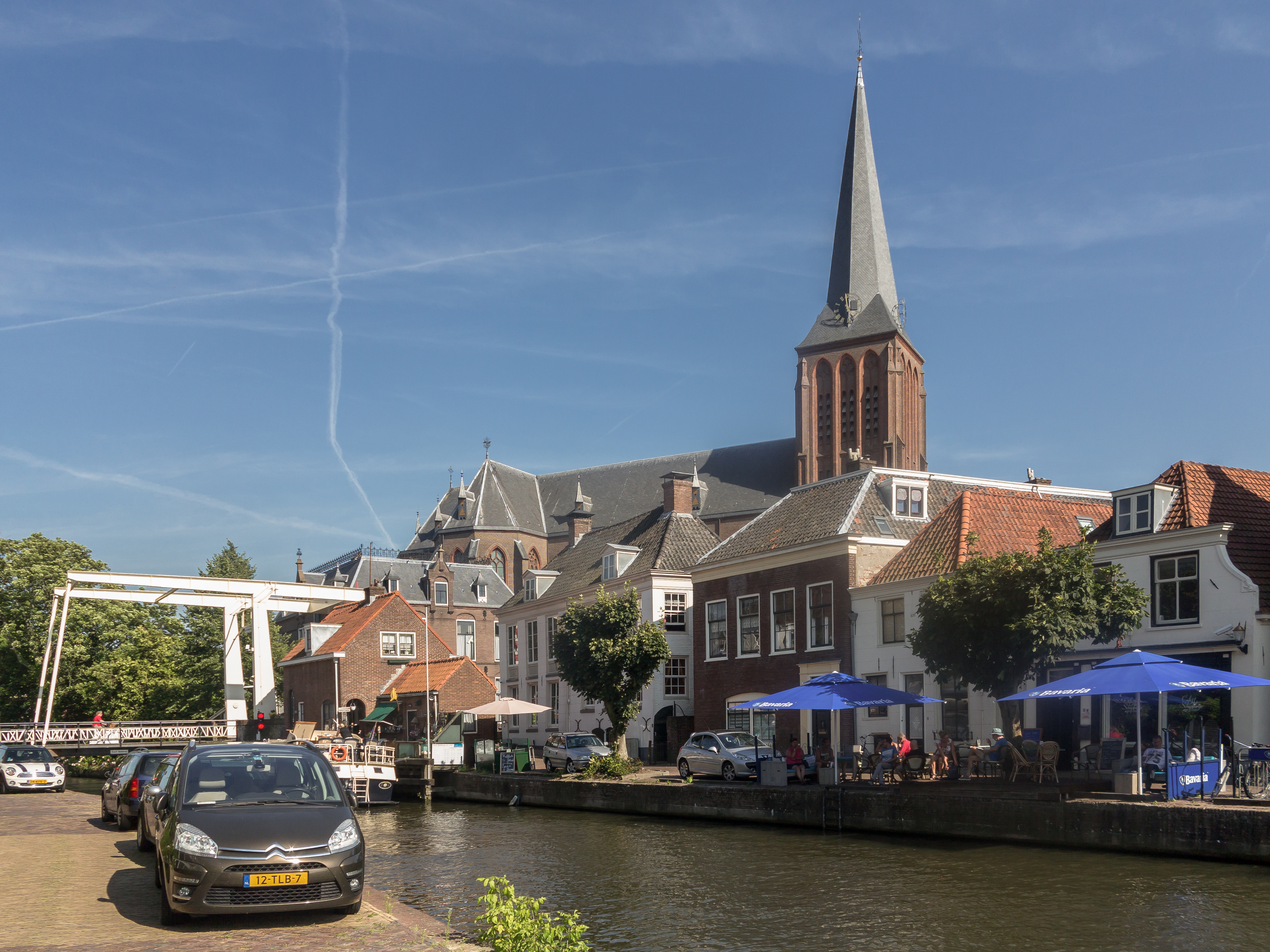
Schippersgracht en de Heilige Hartkerk in het centrum van Maarssen
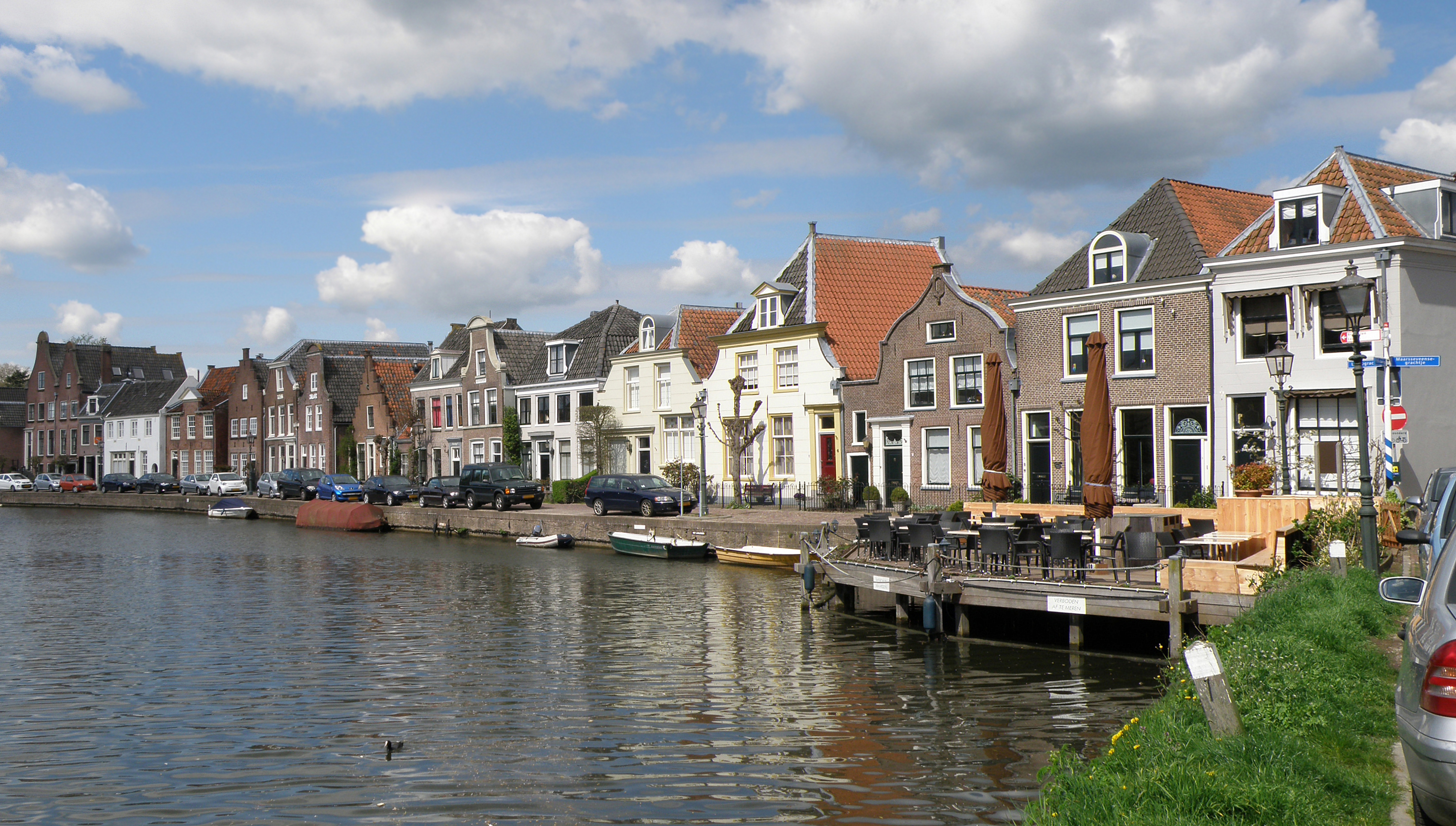
Langegracht, centrum van Maarssen
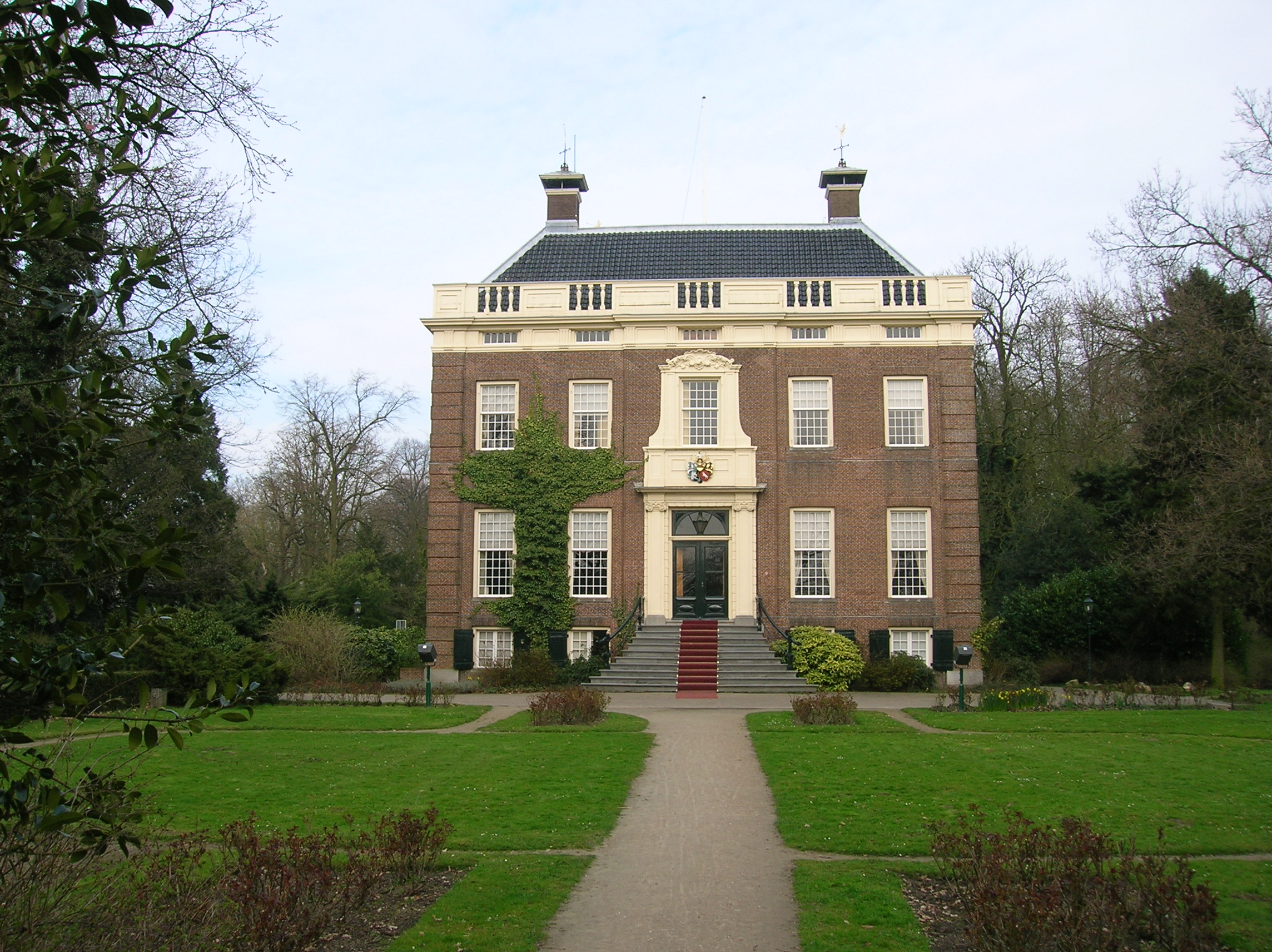
De buitenplaats Goudestein
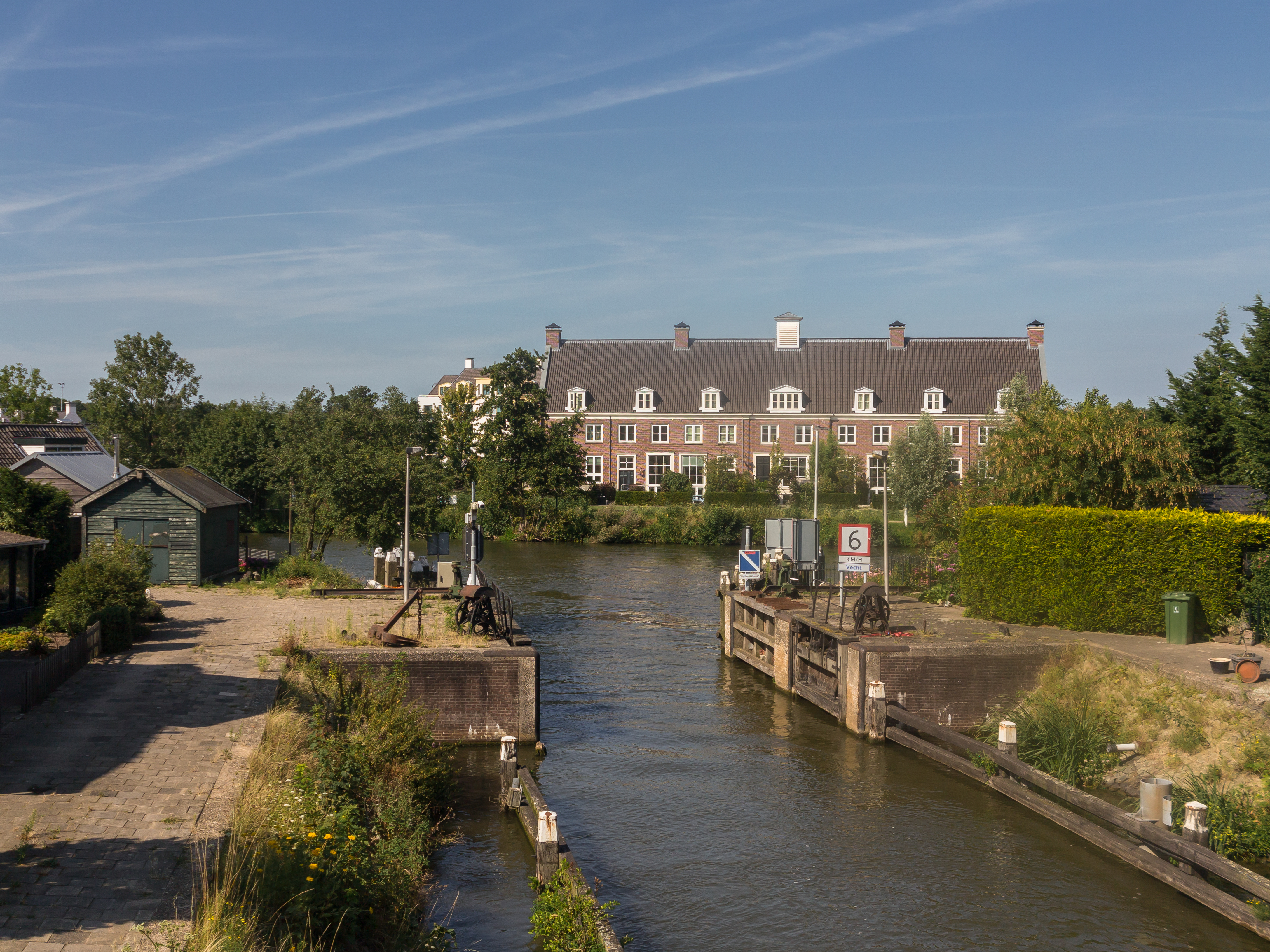
De Vechtsluis tussen de Vecht en het Amsterdam Rijnkanaal bij Maarssen
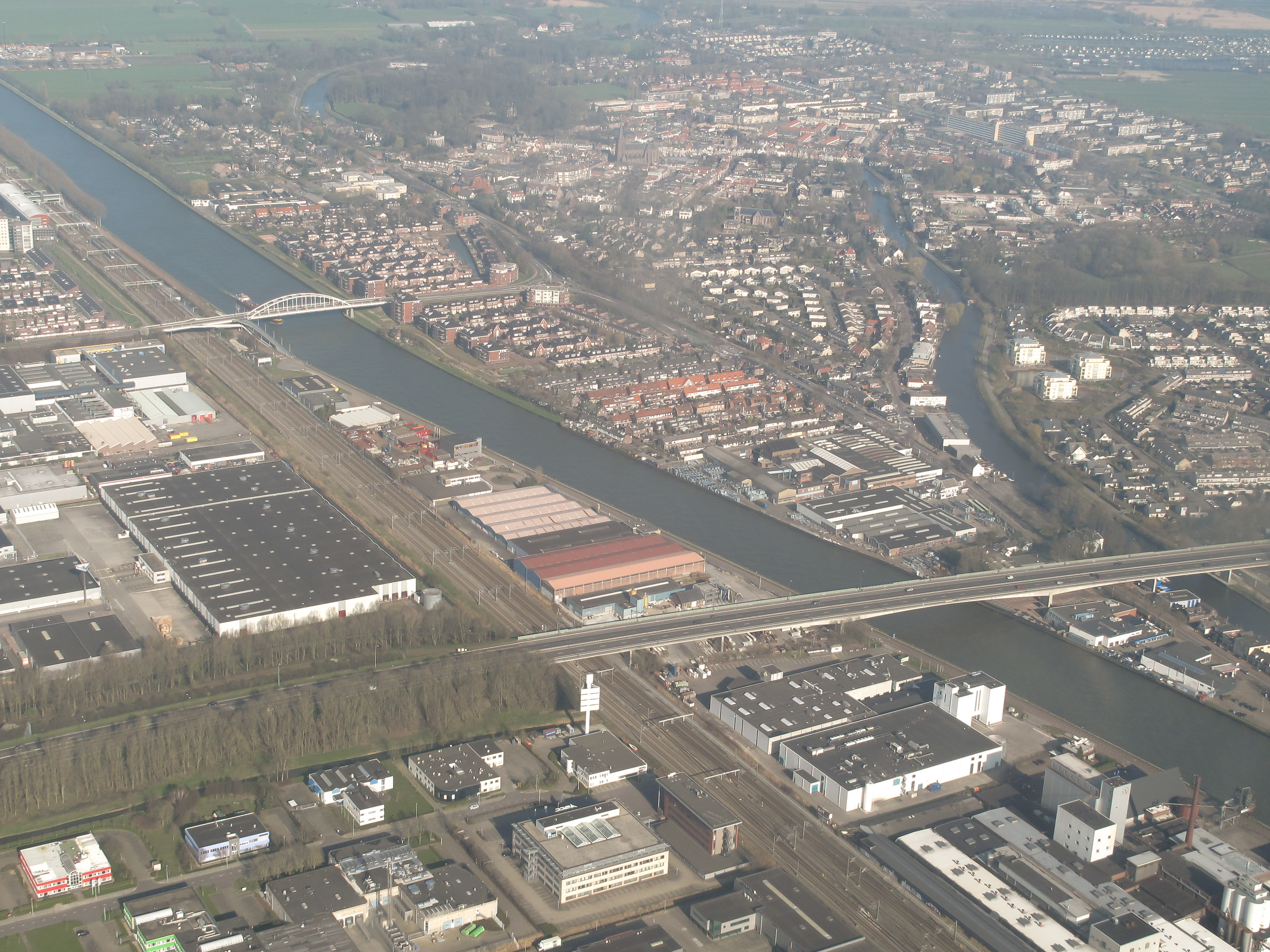
Luchtfoto met rechts van het kanaal Maarssen
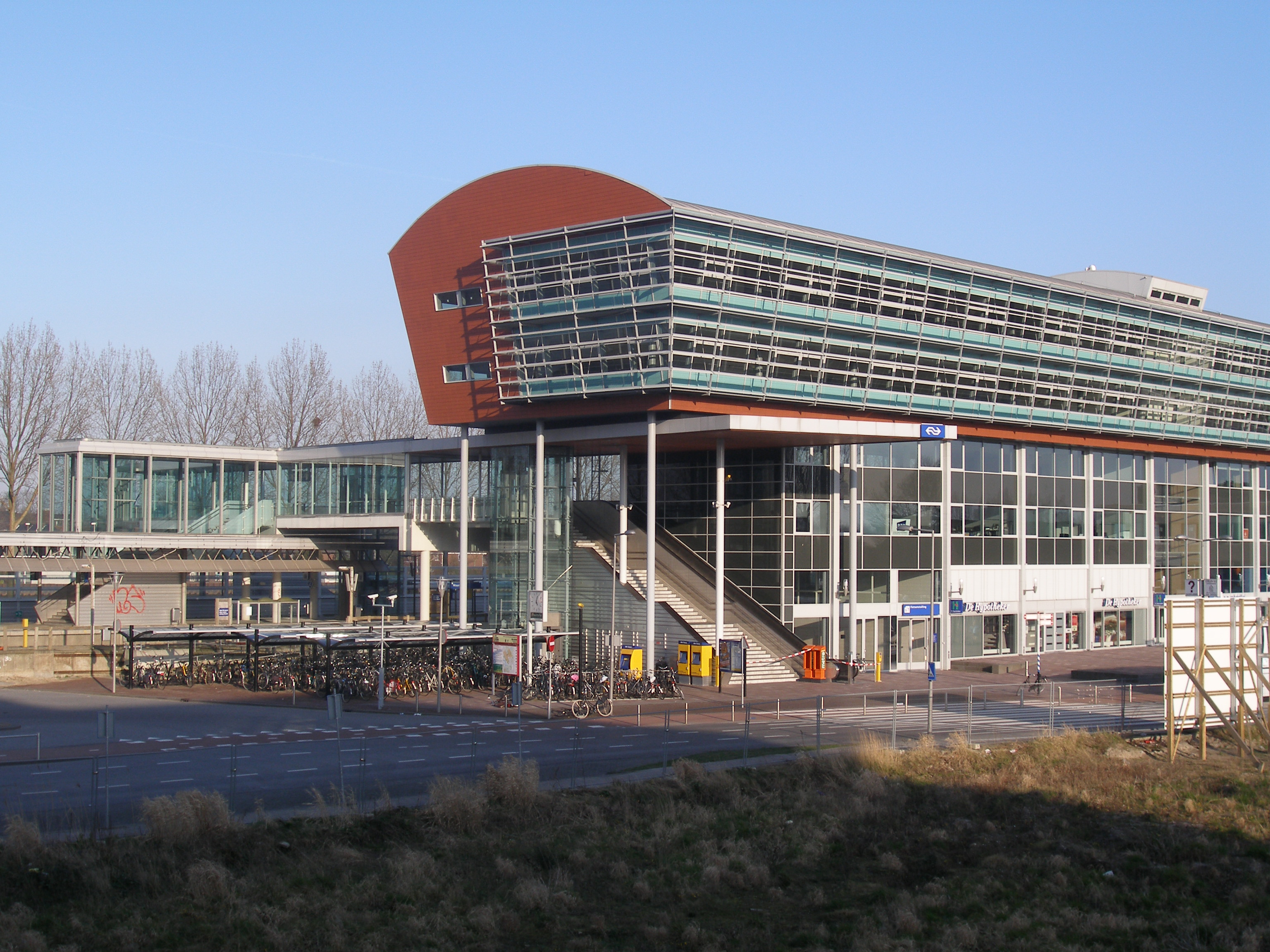
NS-station in Maarssenbroek
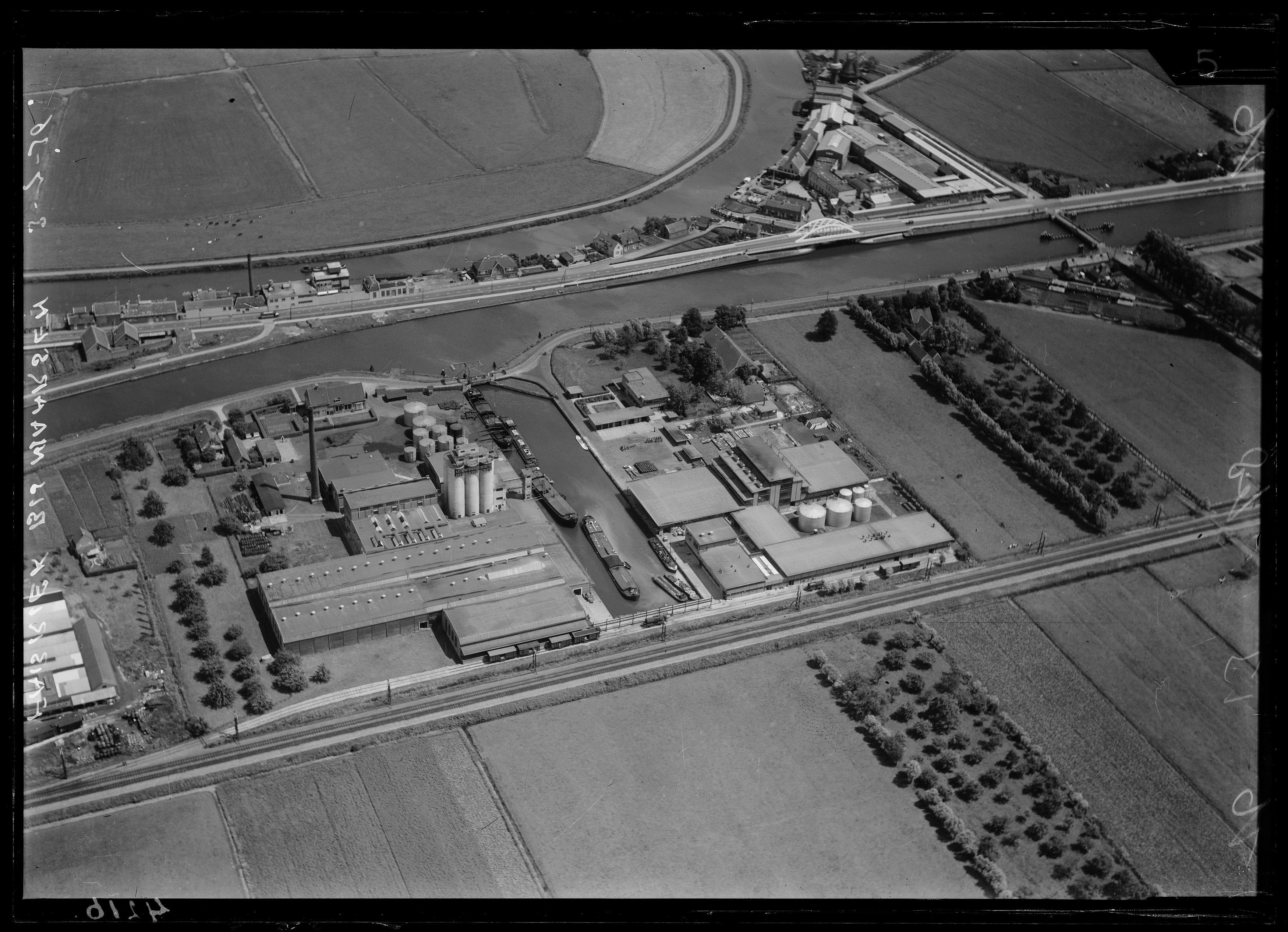
Fabriek in Maarssen. Luchtfoto uit de periode 1920-1940.

### Gemeente
Maarssen is vanaf de 19e eeuw bij diverse gemeentelijke herindelingen betrokken geweest. In 1857 werd Maarssenbroek aan de gemeente Maarssen toegevoegd, in 1949 Maarsseveen en in 1954 en 1957 een deel van respectievelijk Zuilen en Westbroek. Uiteindelijk ging de gemeente Maarssen in 2011 op in de nieuwe gemeente Stichtse Vecht.

## Cultuur en recreatie

### Bezienswaardigheden
- Buitenplaats Doornburgh
- Goudestein (voormalig gemeentehuis)
- Bolenstein (ridderhofstad)
- Gansenhoef
- Geesbergen
- Leeuwenburg
- Vechtevoort
- Vecht en Dijk

#### Kerkelijke gebouwen
Maarssen telt diverse kerken, waaronder enkele zeer oude. 
- De protestantse Dorpskerk uit de zestiende eeuw met een kerktoren die dateert uit de twaalfde eeuw aan de Kerkweg 19
- De rooms-katholieke Heilig Hart Kerk (1885) aan de Breedstraat 3
- De Wilhelminakapel aan de Wilhelminaweg 7 (5 mei 1901) is een vrijzinnige geloofsgemeenschap (NPB)
- Open Hof[3] aan de Kerkweg 60 (oktober 1932) is een protestantse kerk in Nederland (PKN)
- De Hoeksteen aan de Diependaalsedijk 7 (1972) is een christelijk gereformeerde kerk (CGK)

#### Begraafplaatsen
- Algemene Begraafplaats Maarssen
- RK Begraafplaats Beeresteijn
- NH Begraafplaats, naast de Dorpskerk
- Joodse begraafplaats, uit 1749 aan de Machinekade

#### Monumenten
Een deel van Maarssen is een beschermd dorpsgezicht.
Zie ook:
- Lijst van rijksmonumenten in Maarssen
- Lijst van gemeentelijke monumenten in Maarssen

#### Musea
- Buitenplaats voor kunst en wetenschap Doornburgh
- Vechtstreekmuseum

### Waterrecreatie
- De Vecht

## Straten, lanen, grachten, pleinen, parken en wijken
- Binnenweg
- Bolensteinsestraat
- Bolensteinseweg
- Breedstraat
- De reizende man
- Diependaalsedijk
- Friezenbuurt
- Herengracht
- Kaatsbaan
- Kerkweg
- Langegracht
- Nassaustraat
- Op Buuren
- Parkweg
- Raadhuisstraat
- Schippersgracht
- Stationsweg
- Wilhelminaweg
- Zandpad
- Zandweg-Oostwaard

## Openbaar vervoer
Qbuzz verzorgt onder de naam U-OV een deel van het busvervoer in Maarssen.
Maarssen is verbonden met het U-link door middel van de volgende buslijn:
- 73: Maarssen Station - Lage Weide - Utrecht CS - De Bilt - Zeist

Daarnaast heeft Maarssen 3 lijnen die naar Utrecht CS rijden, namelijk:
- 5: Utrecht CS - Oog in Al - Leidsche Rijn - Terwijde - De Wetering - Maarssen Station
- 12: Utrecht CS - Zuilen - Zandweg-Oostwaard - Maarssen-Dorp - Maarssen Station
- 38: Utrecht CS - Lage Weide - Maarssen Station

Overige lijnen zijn:
- 48: Maarssen Station - Lage Weide - Leidsche Rijn - Kanaleneiland - Nieuwegein - Houten Station
- 128: Maarssen Station - Vleuten De Tol - Vleuten Station

Er is ook flexibel vervoer onder de naam U-flex:
- 913: U-flex Maarssen/Zuilen

Tevens rijdt er nog een streeklijn van Syntus Utrecht
- 120: Utrecht CS - Maarssen-Dorp - Breukelen - Loenen - Abcoude - Amsterdam Bijlmer ArenA

Nachtlijnen (rijden in de nacht van vrijdag op zaterdag en in de nacht van zaterdag op zondag)
- 428 Utrecht Oorsprongpark - Utrecht CS - De Meern - Vleuten - Maarssen Station - Maarssenbroek
- N20 Utrecht CS - Overvecht - Zuilen - Maarssen-Dorp

Treinen NS
- Sprinter richting Utrecht Centraal, eindpunt Rhenen (treinserie 7300)
- Sprinter richting Utrecht Centraal, eindpunt Driebergen-Zeist (treinserie 7400)
- Sprinter richting Amsterdam Centraal, eindpunt Uitgeest (treinserie 7400)
- Sprinter richting Breukelen (treinserie 7300)

## Geboren in Maarssen
- Henk Beernink, CHU-politicus
- Tim van de Berg, voetballer
- Jelle Bouma, oud-voetballer
- Leoni Jansen, presentatrice, zangeres en theatervrouw
- Lijpe (Abdel Achahbar), rapper
- Hans Nieukerke, bestuurder
- Jeroen Nikkel, schansspringer
- Rudolf Patijn, advocaat, politicus
- Emanuel Marcus Rood, architect
- Kees Ruizendaal, verzetsstrijder
- Jan Stekelenburg (1941-2023), presentator en eindredacteur sportprogramma's
- Johan Stekelenburg (1941-2003), FNV-voorzitter en burgemeester van Tilburg
- Willem Stooker, architect
- Otto Verhagen, kunstschilder, tekenaar en museumdirecteur
- Maria Gall, oprichtster van Gall & Gall

## Samenwerkingsverband
Maarssen heeft een samenwerkingsverband met:
- Outjo (Namibië)